# Delta Caeli
Delta Caeli (δ Cae / δ Caeli) er en stjerne i stjernebilledet Mejslen. Delta Caeli er en blå-hvid kæmpe med en størrelsesorden på +5,07 og den ligger cirka 711 lysår fra Jorden.
| Astronomi | Spire Denne artikel om astronomi er en spire som bør udbygges. Du er velkommen til at hjælpe Wikipedia ved at udvide den. |